# 半田市
半田市（日语：／ Handa shi */?）是位于日本爱知县西部，知多半島東岸的行政區劃，也是知多半岛內的主要城市。轄區西部以丘陵地為主，以畜產業為主，也是知多牛的主要產地；東側鄰衣浦灣，沿岸區域多為利用填海取得的土地，現主要作為工業區，也是衣浦港的一部分。
以生產食品調味料聞名的味滋康過去於19世紀初此發跡，至今仍將本社設於半田市內。

## 人口
| 半田市人口分布圖 |                                               |  |
| 半田市與日本全國年齡別人口分布比較圖 （2005年資料） | 半田市的年齡、男女別人口分布圖 （2005年資料） |  |
| ■紫色是半田市 ■綠色是全国 | ■藍色是男性 ■紅色是女性                       |  |
| 半田市人口變化 \| 1970年 \| 80,663人 \| \| \| 1975年 \| 85,824人 \| \| \| 1980年 \| 89,328人 \| \| \| 1985年 \| 92,883人 \| \| \| 1990年 \| 99,550人 \| \| \| 1995年 \| 106,452人 \| \| \| 2000年 \| 110,837人 \| \| \| 2005年 \| 115,845人 \| \| \| 2010年 \| 118,828人 \| \| \| 2015年 \| 116,908人 \| \| \| 2020年 \| 117,884人 \| \| |                                               |  |
| 資料來源：日本總務省統計中心提供之人口普查數據 |                                               |  |
| 1970年 | 80,663人                                      |  |
| 1975年 | 85,824人                                      |  |
| 1980年 | 89,328人                                      |  |
| 1985年 | 92,883人                                      |  |
| 1990年 | 99,550人                                      |  |
| 1995年 | 106,452人                                     |  |
| 2000年 | 110,837人                                     |  |
| 2005年 | 115,845人                                     |  |
| 2010年 | 118,828人                                     |  |
| 2015年 | 116,908人                                     |  |
| 2020年 | 117,884人                                     |  |

## 歷史
過去在令致國時代屬於尾張國知多郡。15世紀末曾建有半田城，被認為可能是榊原氏所建；過去本地地名原為，後來被讀為後，漢字也因此被寫為「半田」。
17世紀進入江戶時代後，成為尾張藩尾張德川家及其御附家老成瀨氏犬山藩的領地。由於為鄰衣浦灣的港口，除了因港口而形成的海運業外，本地的醸造、織物、製鹽產業也隨之翻展。
19世紀末明治維新實施廢藩置縣後，原屬各藩的區域分別改隸屬名古屋縣及犬山縣，在1871年的第一次府縣整併時，一度隨著知多郡被劃入新設立的額田縣，不過在隔年即被整併至愛知縣。
1889年日本實施町村制，現在的半田市在當時分屬半田町、龜崎町、乙川村、有脇村、成岩村五個行政區劃，其中位於南側的成岩村在隔年即升格改制為成岩町，位於北側鄰近龜崎町的乙川村和有脇村則是在1906年與龜崎町整併為新設置的龜崎町；半田町、龜崎町、成岩町在1937年合併為現在的半田市。
二次大戰間，大量生產軍用飛機的中島飛機曾規在此設立大規模的軍用飛機生產工廠－半田製作所，規劃將在港區使用超過一百萬坪之土地，市區中也規劃興建可供超過兩萬人居住的宿舍及相關生活設施，戰爭期間在此生產了近千架的天山艦上攻擊機及約四百架的彩雲艦上偵察機；但在1945年也因此美軍空襲的目標。戰爭結束後，中島飛行機半田製作所的土地成為臨海的工業區，半田製作所經過多次改組後，現在成為專門生產飛機零件的輸送機工業。

### 變遷表
| 1889年10月1日 | 1889年 - 1944年             | 1889年 - 1944年            | 1945年 - 1954年            | 1955年 - 1989年            | 1989年 - 現在              | 現在                       |
| ------------- | --------------------------- | -------------------------- | -------------------------- | -------------------------- | -------------------------- | -------------------------- |
| 半田町        | 半田町                      | 1937年10月1日 合併為半田市 | 1937年10月1日 合併為半田市 | 1937年10月1日 合併為半田市 | 1937年10月1日 合併為半田市 | 1937年10月1日 合併為半田市 |
| 龜崎町        | 1906年5月1日 合併為龜崎町   | 1937年10月1日 合併為半田市 | 1937年10月1日 合併為半田市 | 1937年10月1日 合併為半田市 | 1937年10月1日 合併為半田市 | 1937年10月1日 合併為半田市 |
| 乙川村        | 1906年5月1日 合併為龜崎町   | 1937年10月1日 合併為半田市 | 1937年10月1日 合併為半田市 | 1937年10月1日 合併為半田市 | 1937年10月1日 合併為半田市 | 1937年10月1日 合併為半田市 |
| 有脇村        | 1906年5月1日 合併為龜崎町   | 1937年10月1日 合併為半田市 | 1937年10月1日 合併為半田市 | 1937年10月1日 合併為半田市 | 1937年10月1日 合併為半田市 | 1937年10月1日 合併為半田市 |
| 成岩村        | 1890年12月17日 改制為成岩町 | 1937年10月1日 合併為半田市 | 1937年10月1日 合併為半田市 | 1937年10月1日 合併為半田市 | 1937年10月1日 合併為半田市 | 1937年10月1日 合併為半田市 |

## 交通
東海旅客鐵道武豐線及名古屋鐵道河和線都以南北向自半田市東部的主要市區中通過，兩條鐵路在市區內分別設有半田車站及知多半田車站，兩個車站之間也僅有四百公尺的距離；不過利用知多半田車站經名古屋鐵道僅約需半小時可抵達名古屋車站，利用半田車站經東海旅客鐵道則約需五十分鐘。
此外自東成岩車站還有一條由衣浦臨海鐵道經營的貨運用鐵路半田線，可往直接進入半田市東部鄰衣浦灣的臨海工業區。
知多半島道路自名古屋市往南沿著知多半島的中間位置一直延伸至半田市西部的半田中央系統交流道，往南可繼續經由南知多道路最南端的南知多町，往西則可經由知多橫斷道路接入中部國際機場連絡道路至中部國際機場。此外，在市區東側也可以藉由衣浦隧道直接穿越衣浦灣海底至衣浦灣東側的碧南市。
名鐵集團旗下負責經營知多半島地區的知多乘合雖然將公司設於半田市內，但在半田市內僅開設兩條客運路線，兩條路線皆以知多半田車站為起點，除了連結半田市內主要市區外，也可往西接至中部國際機場。
過去JR巴士關東曾開設每天一班可直接自東京車站至知多半田車站的長途客運，車程約需六小時，但在2020年受到嚴重特殊傳染性肺炎疫情的影響停駛至今。

### 鐵路
- 東海旅客鐵道
  - 武豐線：（←東浦町） - 龜崎車站 - 乙川車站 - 半田車站 - 東成岩車站 - （武豐町）
- 名古屋鐵道
  - 河和線：（←阿久比町） - 半田口車站 - 住吉町車站 - 知多半田車站 - 成岩車站 - 青山車站 - （武豐町→）
- 衣浦臨海鐵道
  - 半田線：東成岩車站 - 半田碼頭車站（日语：半田埠頭駅）

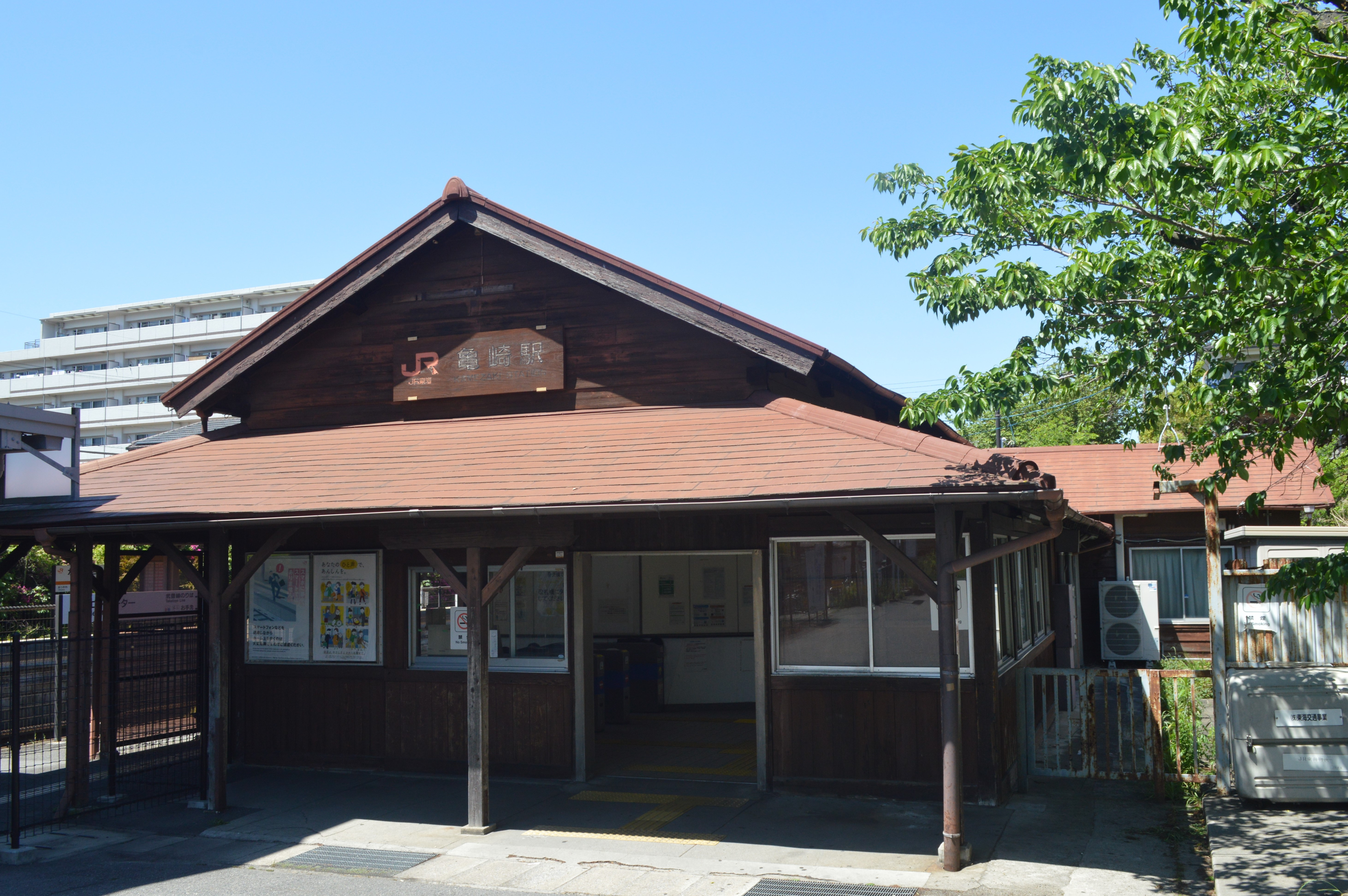
龜崎車站
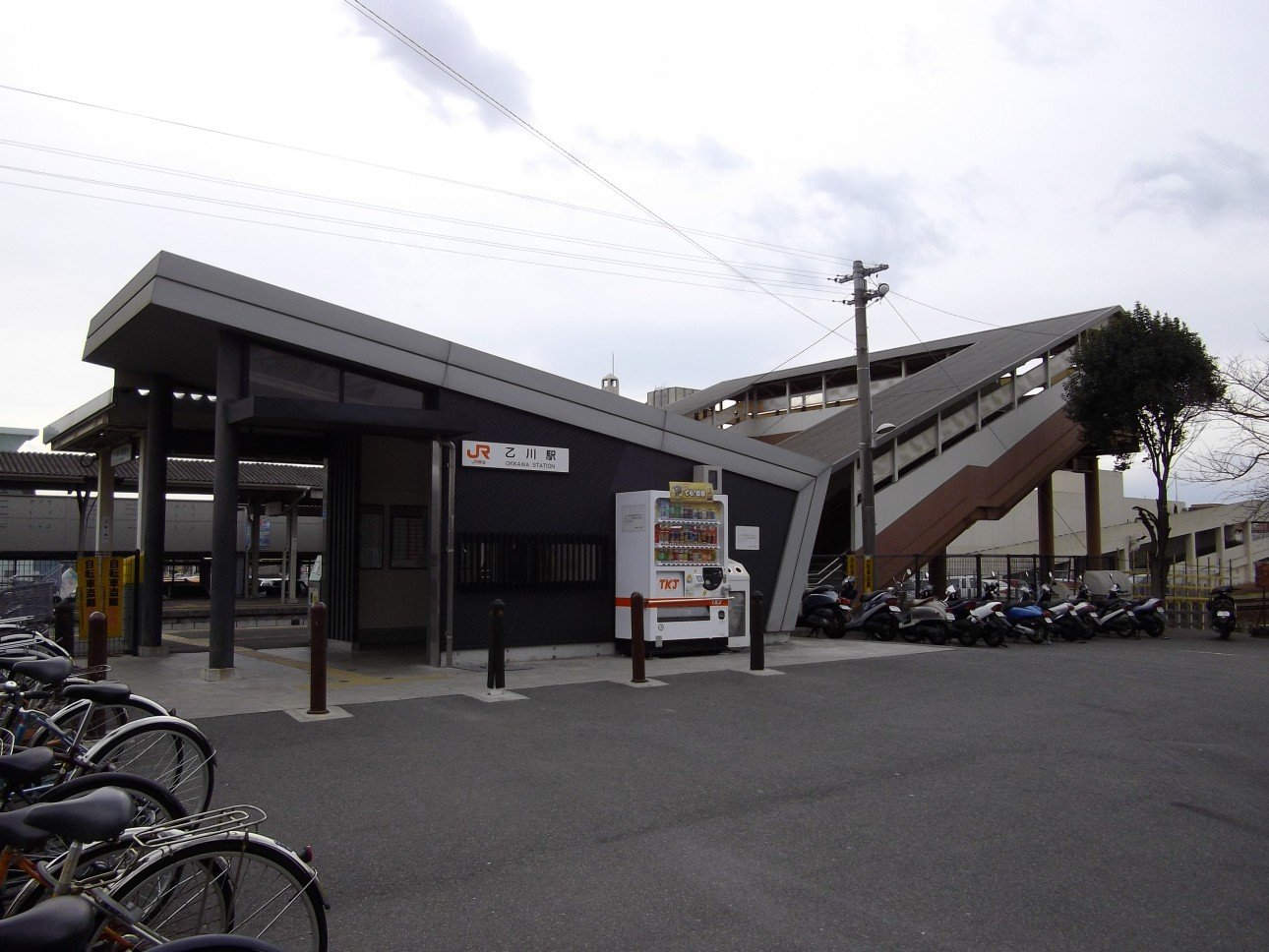
乙川車站
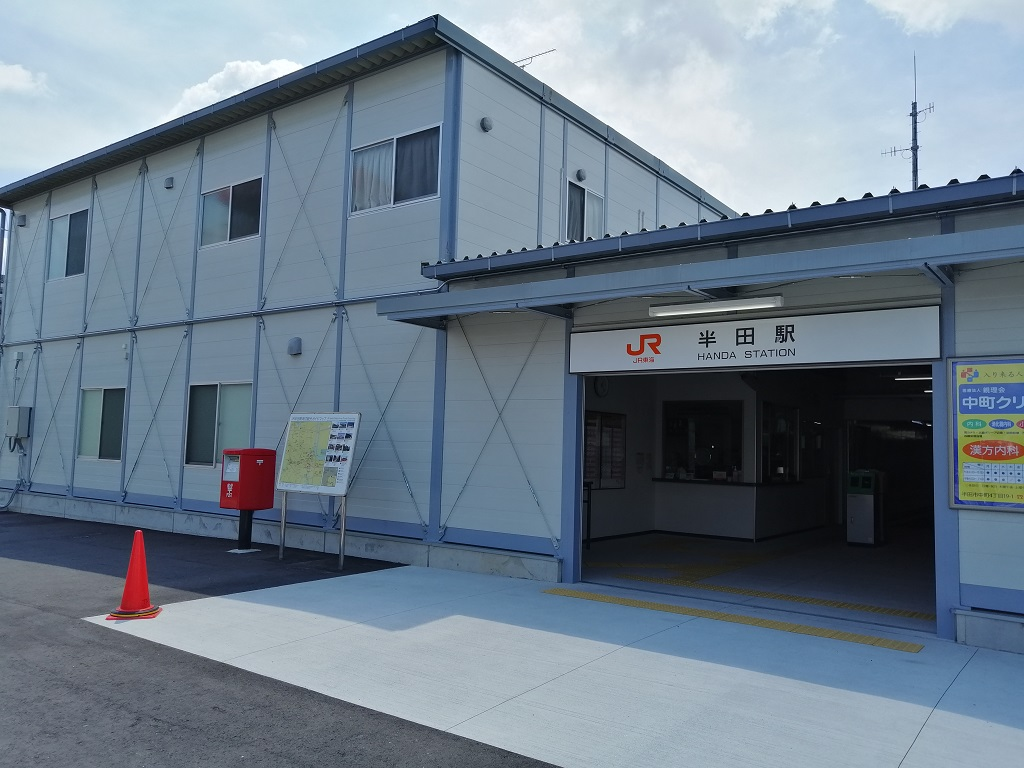
半田車站改建中的臨時站舍
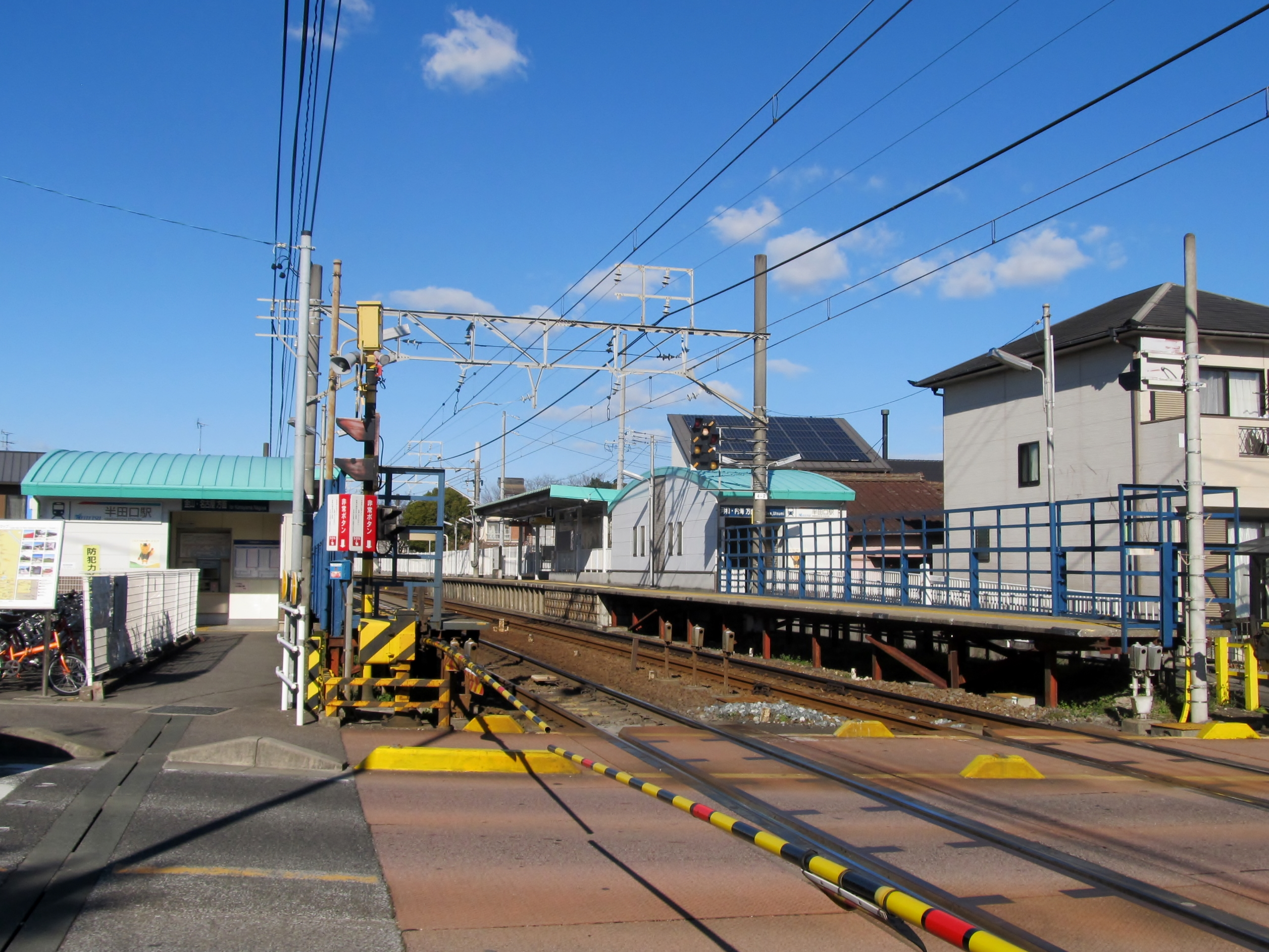
半田口車站
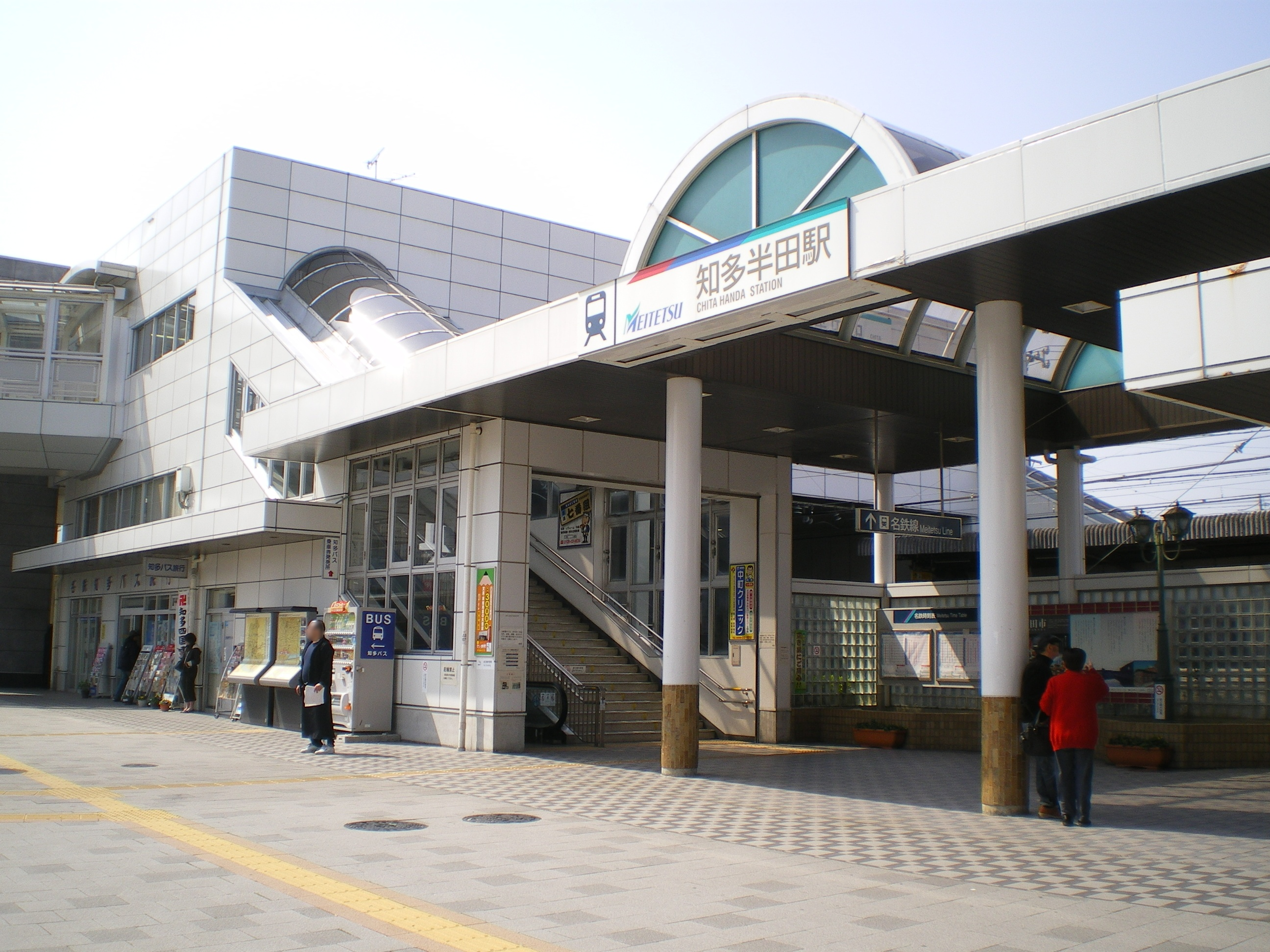
知多半田車站
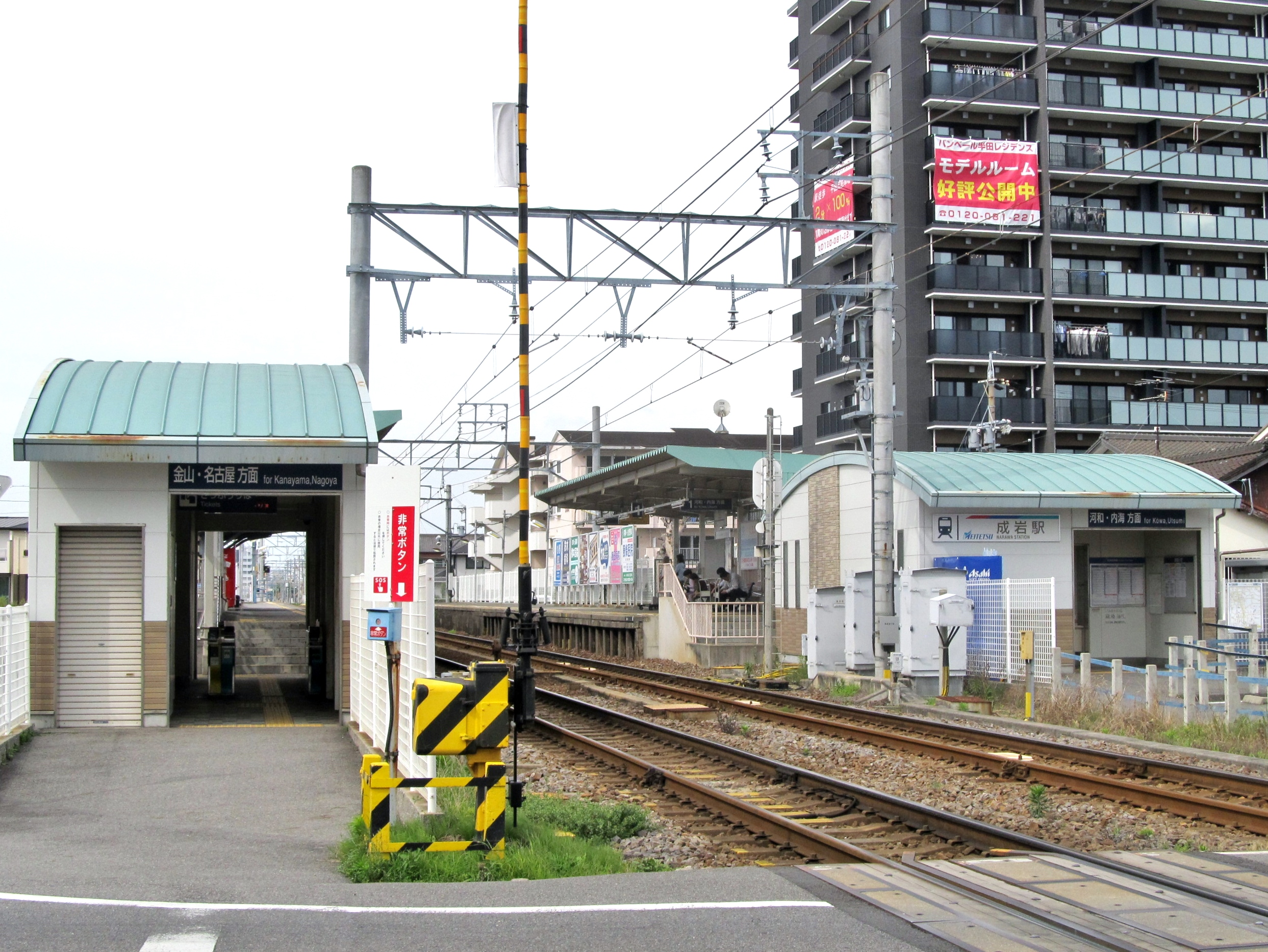
成岩車站]
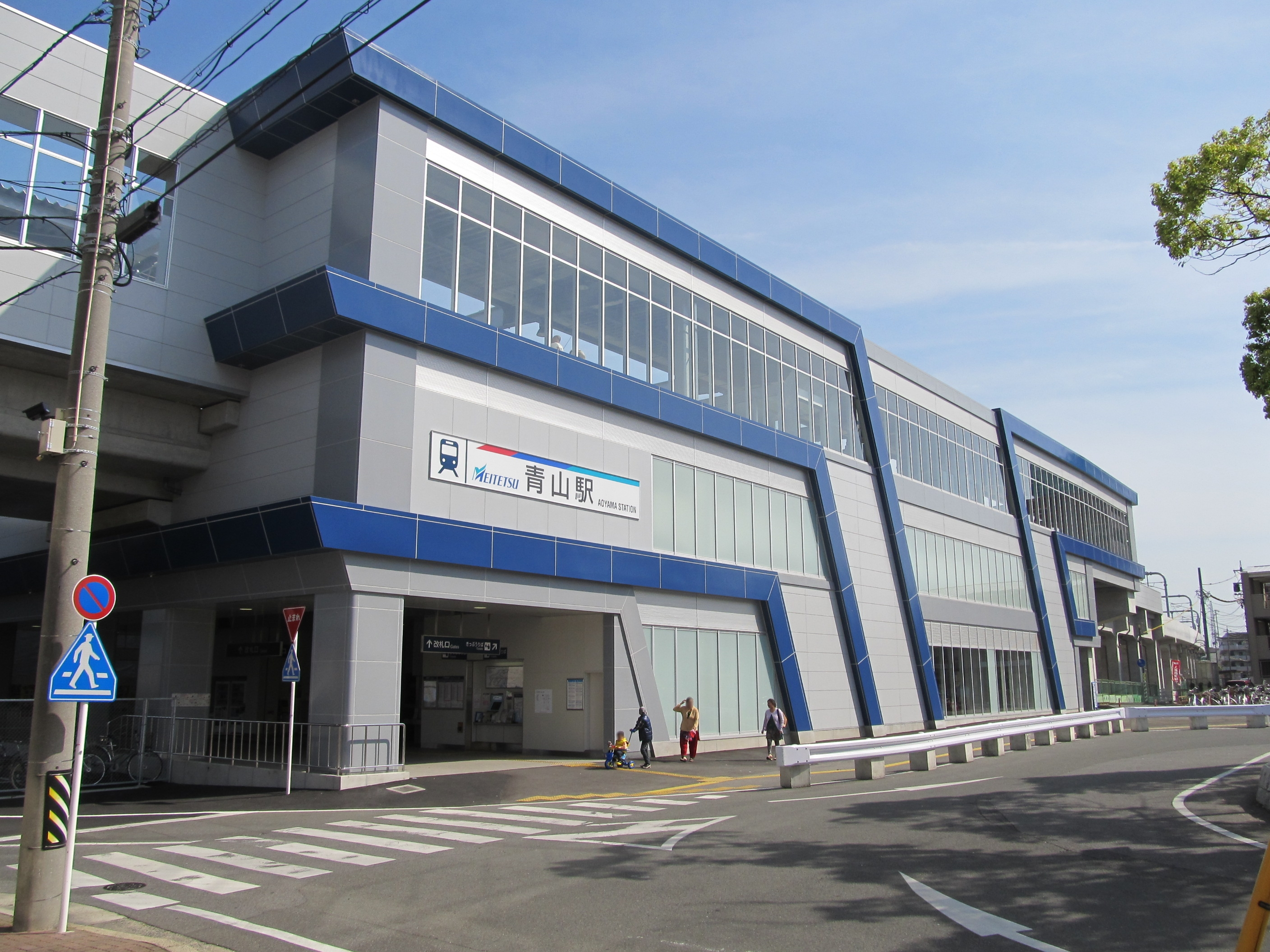
青山車站
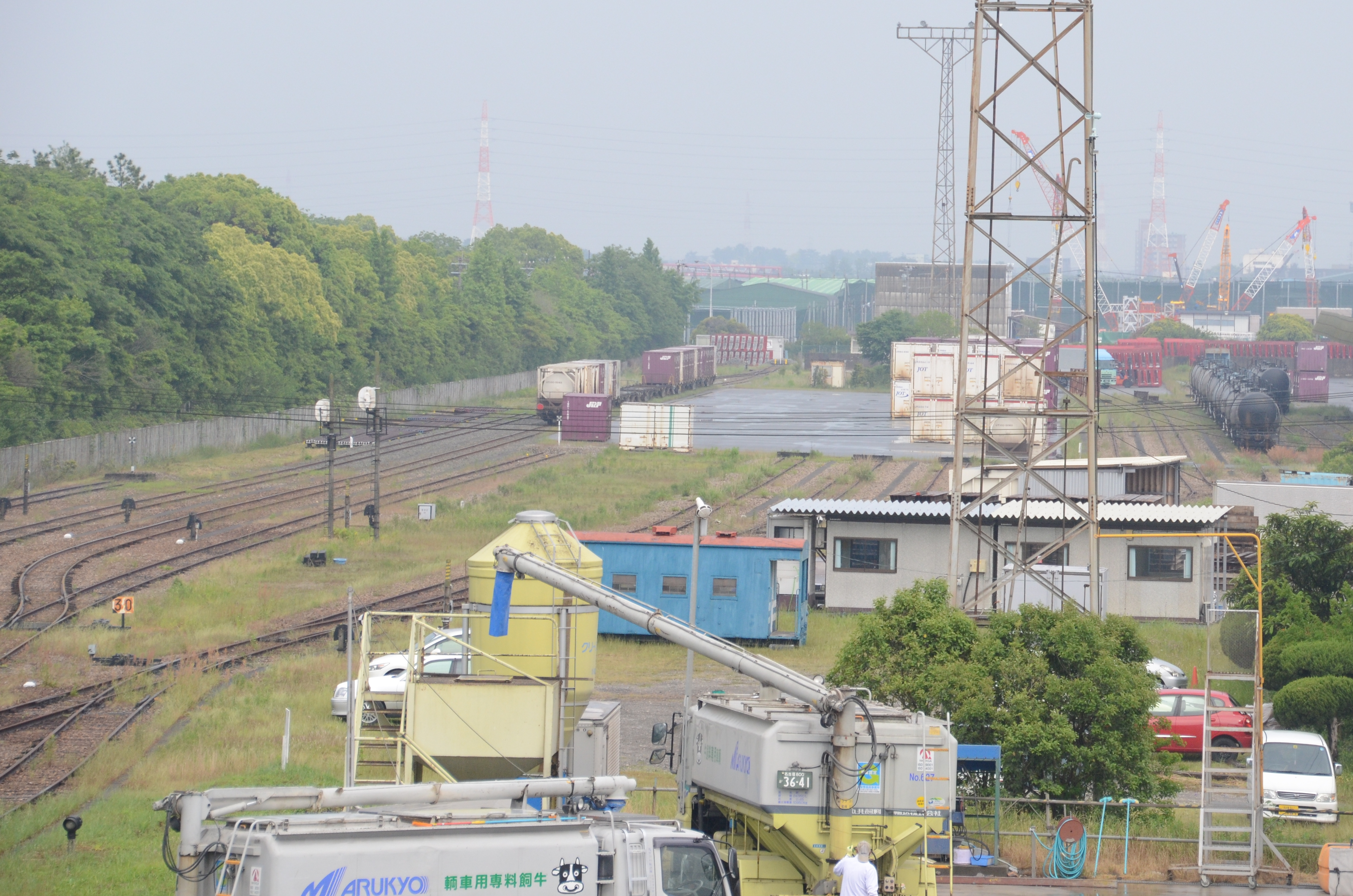
半田碼頭車站

### 公路
快速道路
- 知多半島道路（日语：知多半島道路）：（阿久比町） - 半田中央交流道（日语：半田中央インターチェンジ） / 半田中央系統交流道（日语：半田中央ジャンクション） - 半田交流道（日语：半田インターチェンジ） - 南知多道路（日语：南知多道路）
- 南知多道路（日语：南知多道路）：知多半島道路（日语：知多半島道路） - 半田交流道 - （武豐町）
- 知多橫斷道路（日语：知多横断道路）：半田中央系統交流道 - （常滑市）

## 觀光資源
半田市內有多間於19世紀後期至20世紀初期完成的建築仍被保留至今，包括最初曾做為啤酒工廠於1898年完成的半田紅磚建築，後在二次大戰期間一度成為中島飛行機半田製作所庫房使用，也因此建築外牆上仍有在當時美軍空襲時留下的機關槍掃射彈孔，現已被列為登录有形文化财及近代化產業遺產。
江戶時代後期在半田發跡的商人中埜半六家及小栗家，於19世紀末至20世紀初期間，在現在的半田車站周邊先後興建了多棟建築，包括現在的中埜半六邸、舊中埜家住宅及小栗家住宅，由於仍妥善保存至今，現在部分建築也已被列為重要文化財。
以生產食品調味料為主的味滋康由於自此發跡，因此於1986年在半田運河旁設立了企業博物館「酢之里」，2015年更名為味滋康博物館；其內以醋的釀造為主題，除了介紹相關歷史，也可見到生產過程。同樣在半田運河旁，還有由同樣為釀造產業的中埜酒造所設立的企業博物館－國盛酒文化館。
在市區北部與阿久比町之間的矢勝川旁，自1990年代起栽種了超過三百萬株在日文中被稱為「彼岸花」的石蒜，因此在每年秋天「矢勝川的彼岸花」也成為半田市內的觀光景點，沿著矢勝川有長達一點五公里的紅色花海；日本儿童文学作家新美南吉由於出生於半田，1994年在矢勝川附近以其代表作「小狐狸阿權」的故事背景為主題設立了新美南吉紀念館；市內的神谷美術館內也設有同樣以新美南吉為主題的「南吉之家」。
半田山車祭是半年市內每五年舉行一次的大型山車祭典，有市內各地共31組山車參與，自1990年代以來每次祭典都可吸引超過四十萬的觀光客前來。

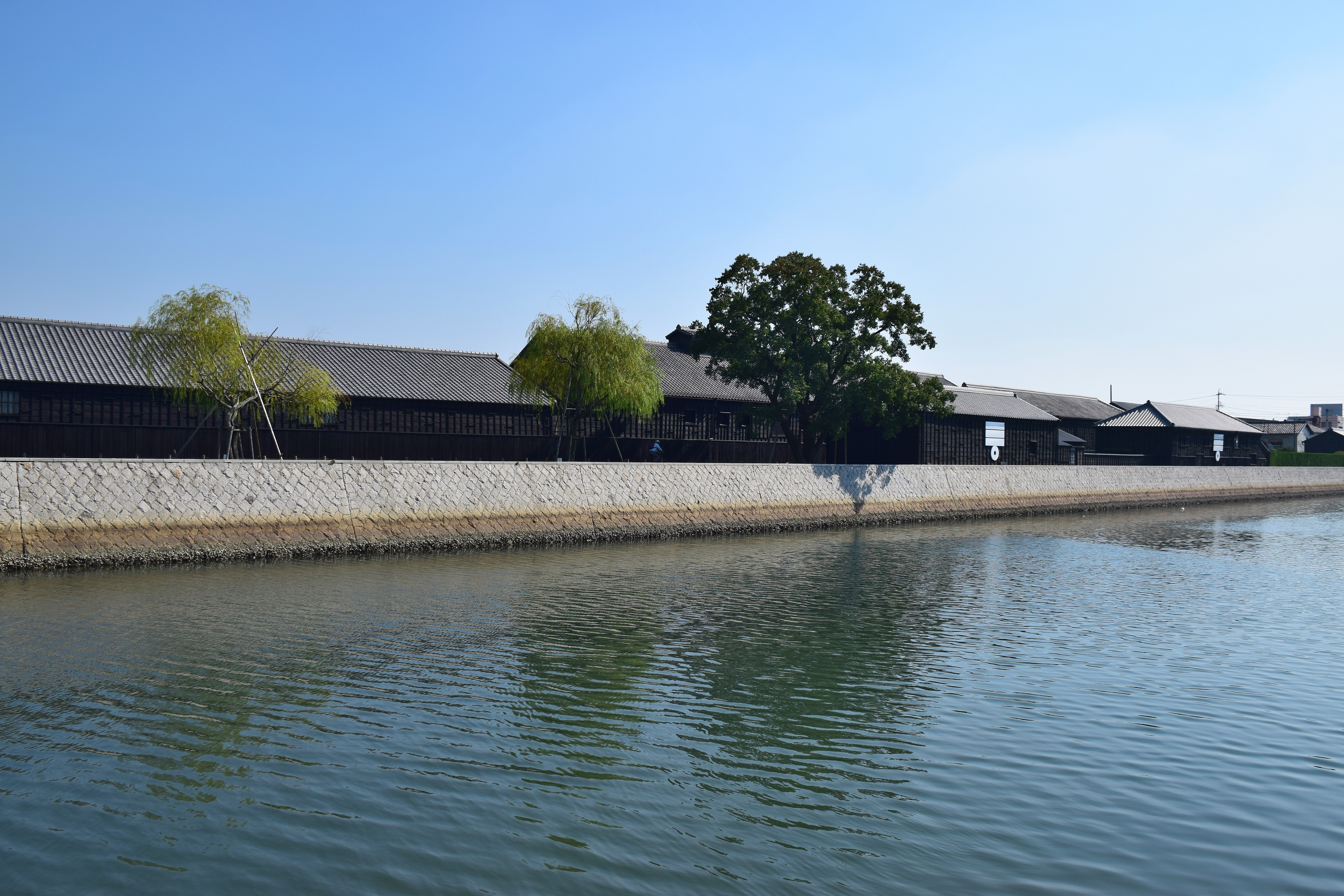
半田運河
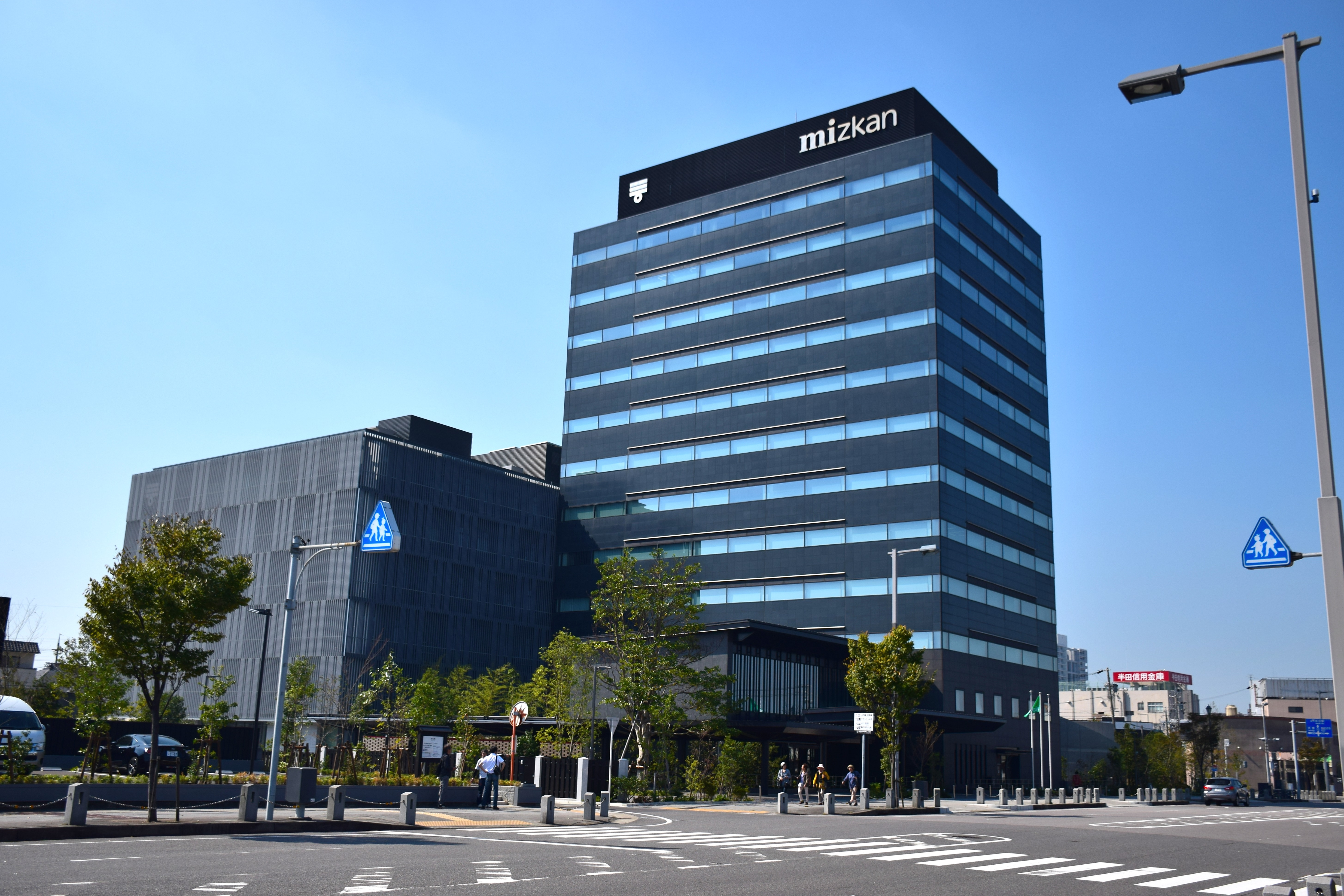
味滋康本社
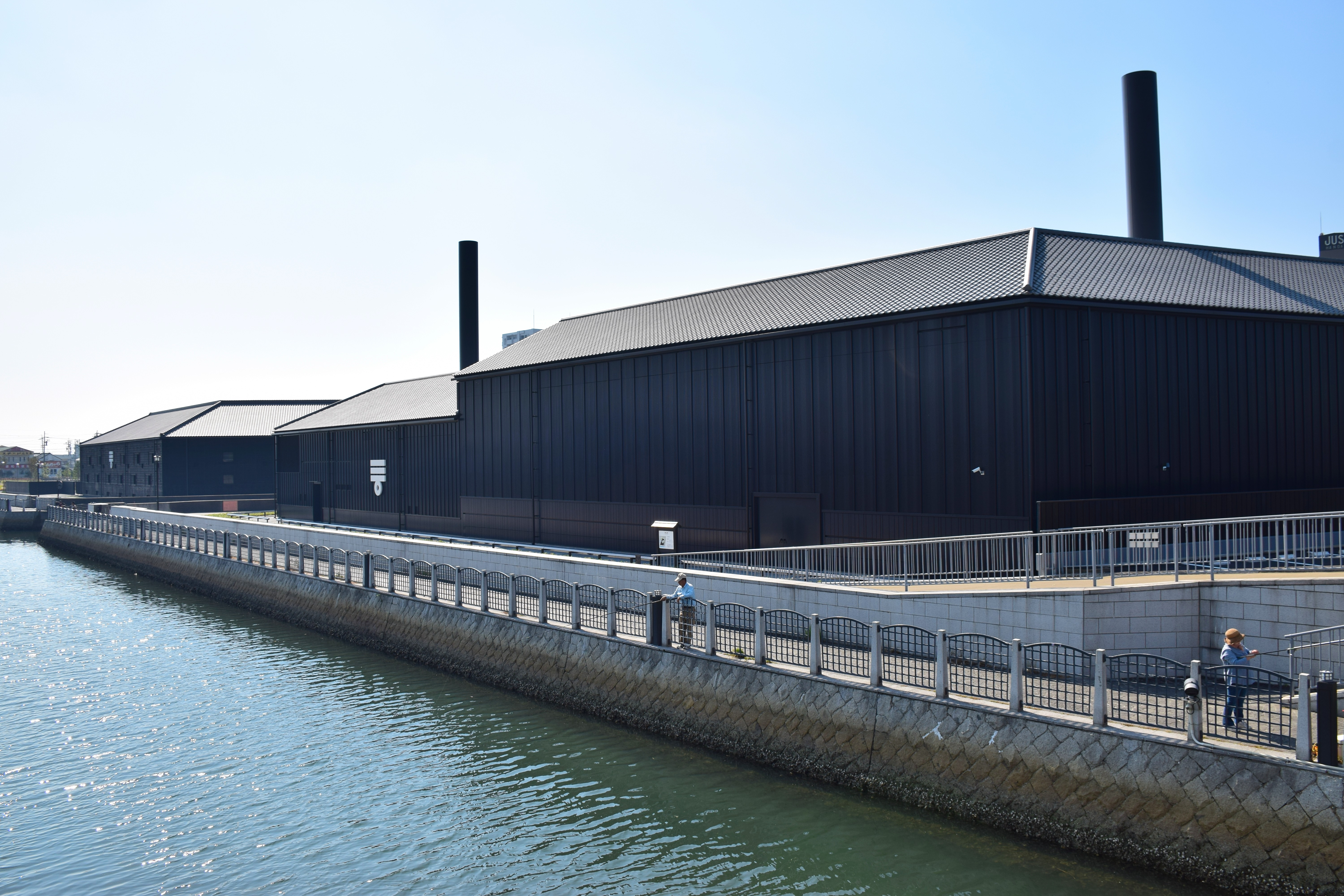
味滋康博物館
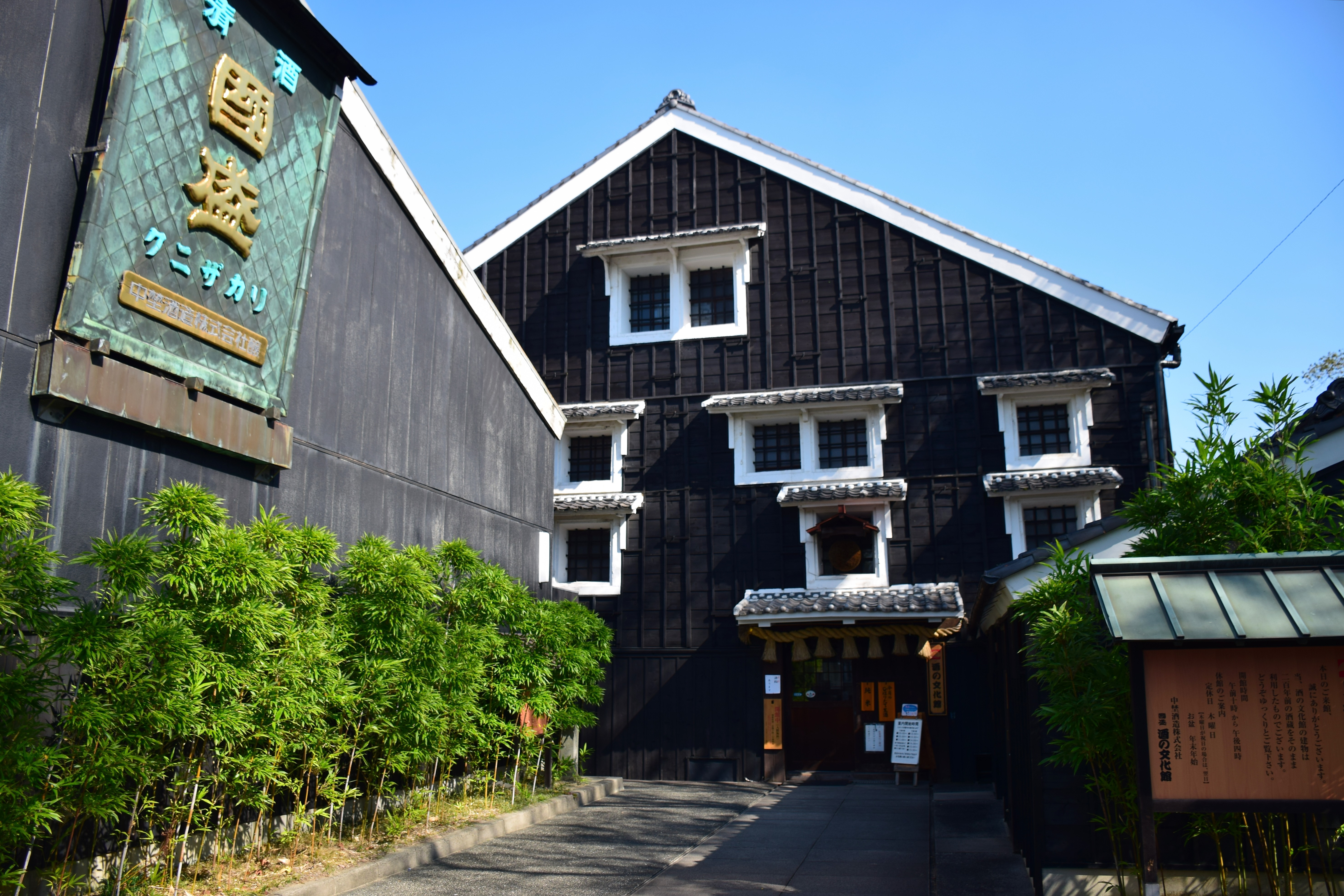
國盛酒文化館
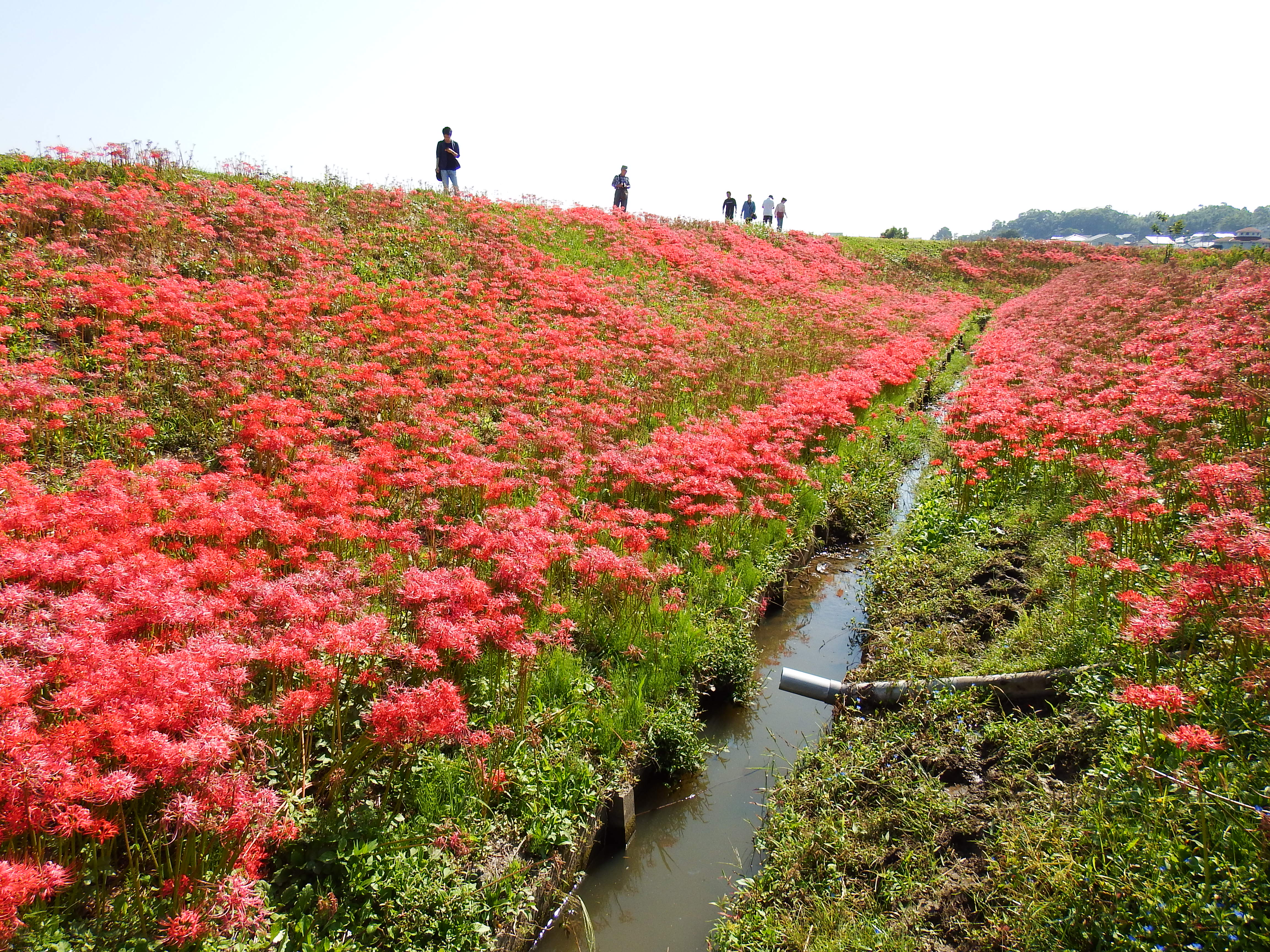
矢勝川的石蒜花
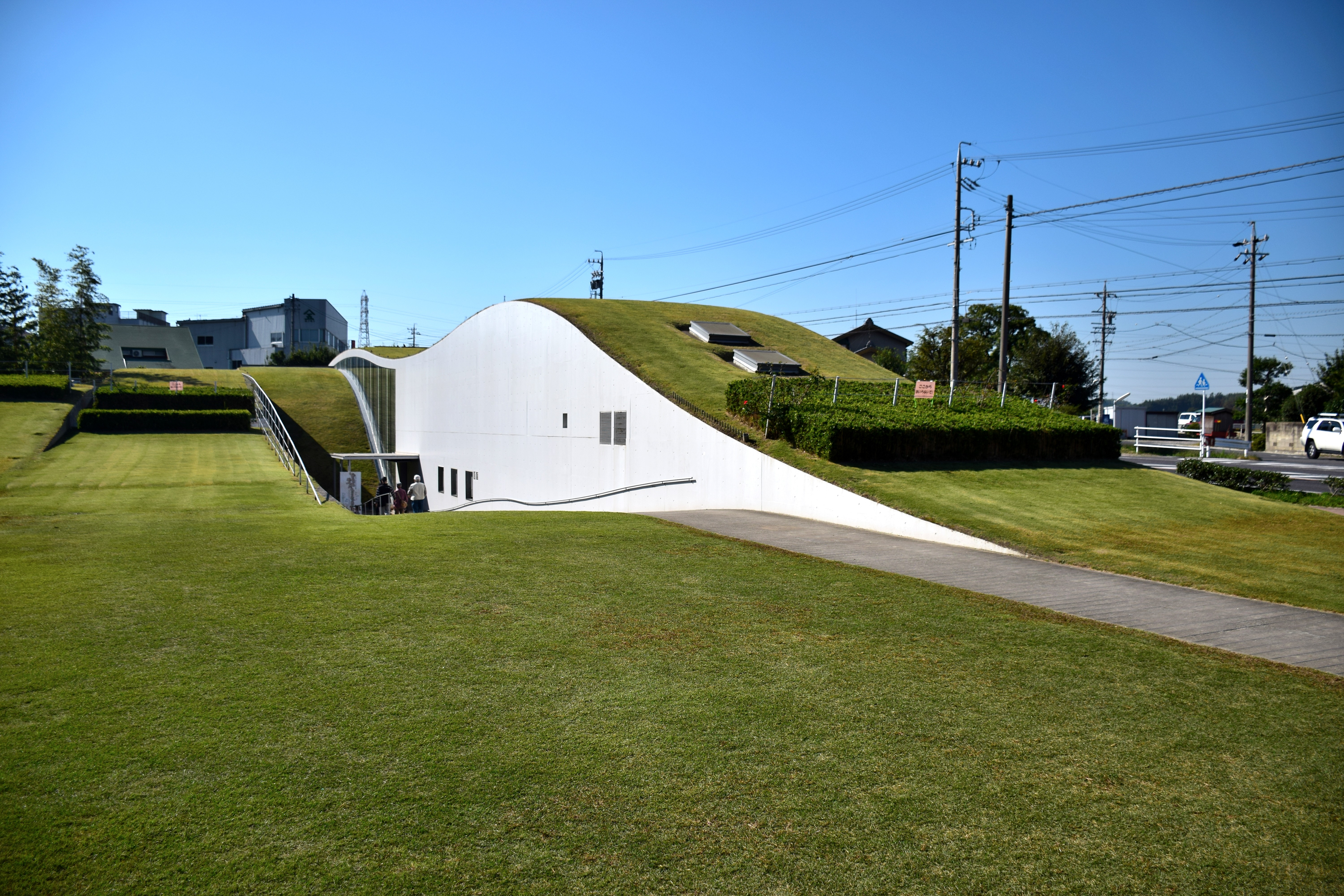
新美南吉紀念館
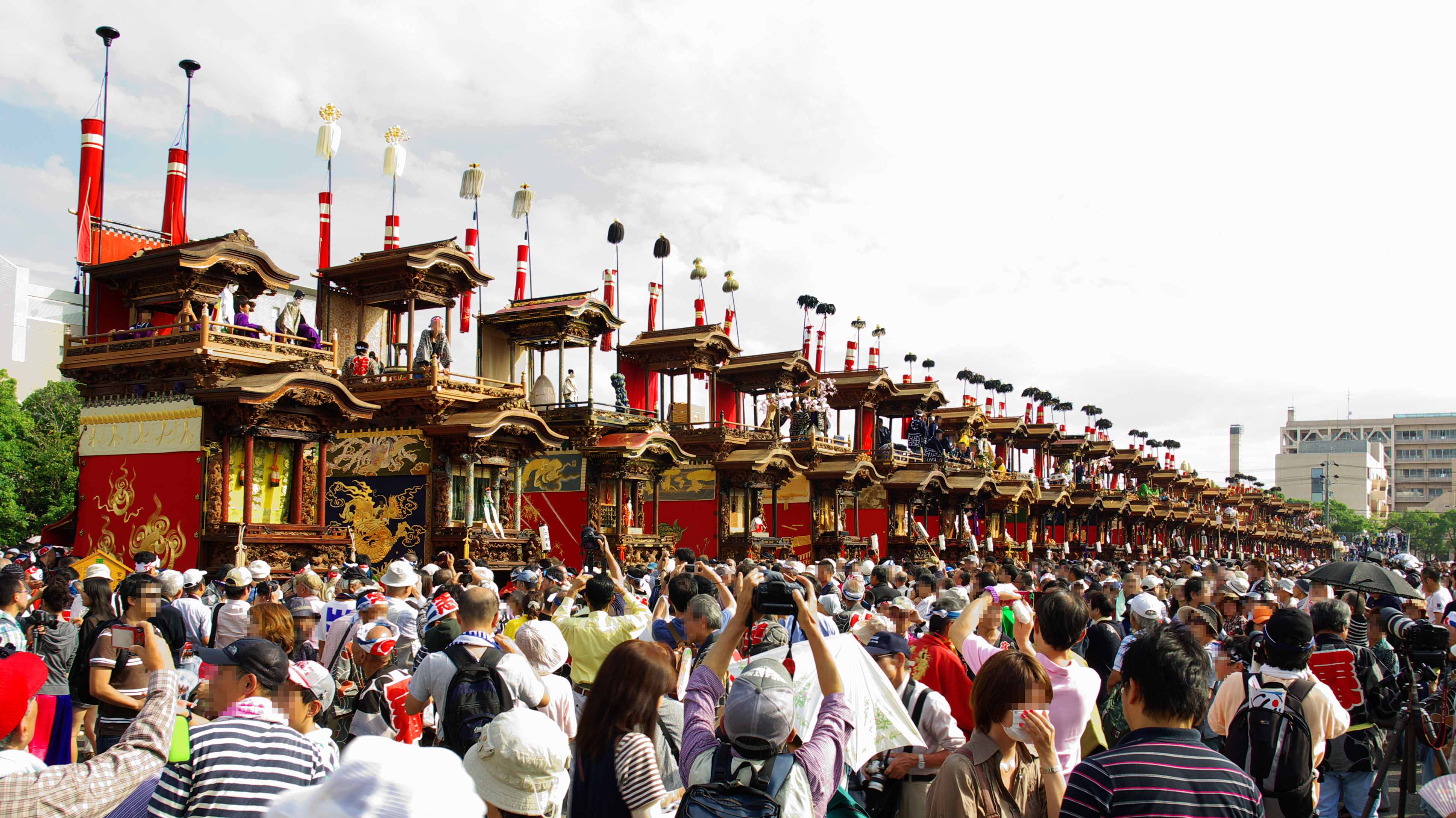
半田山車節

## 教育

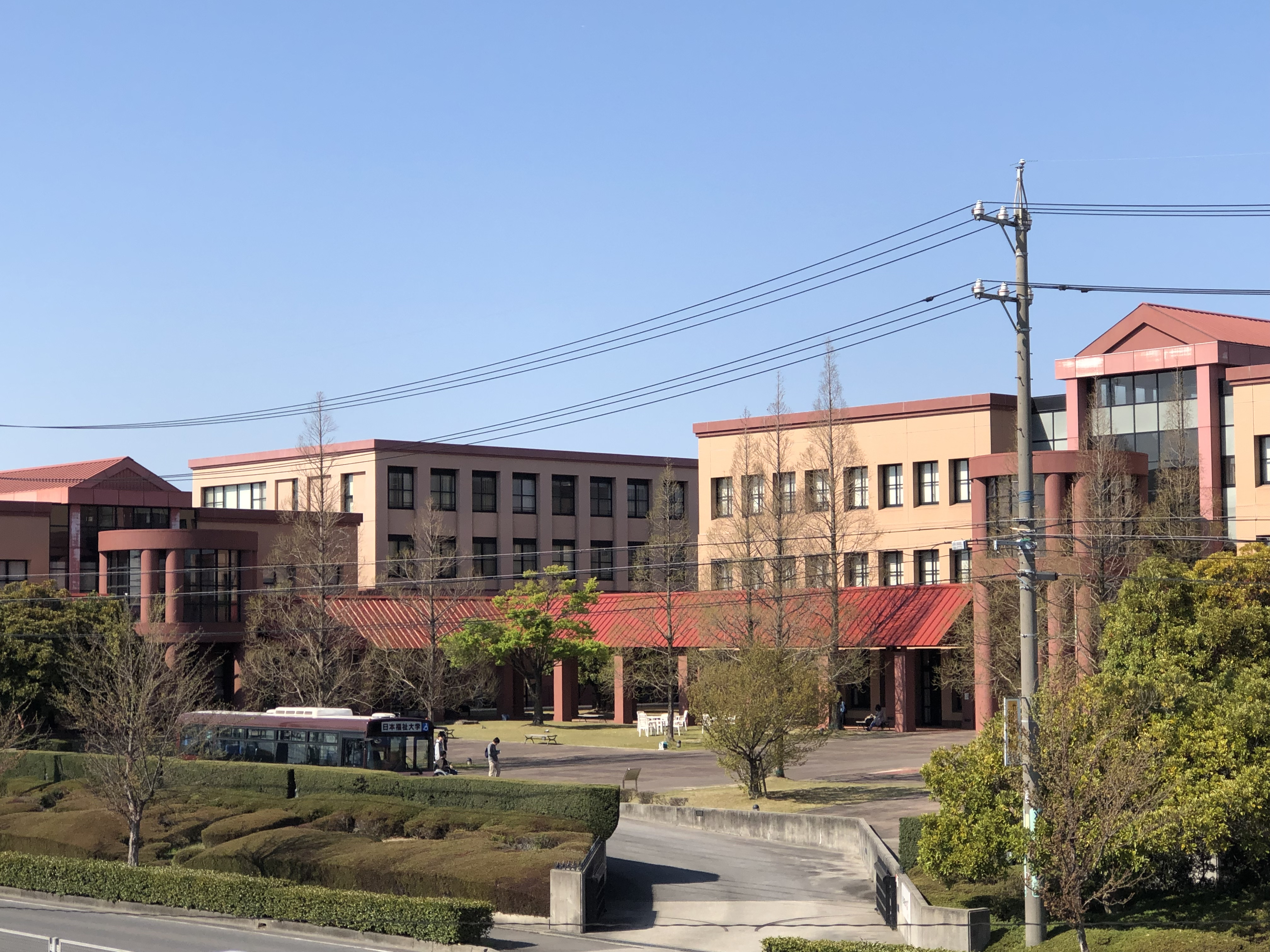
日本福祉大學半田校區

日本福祉大学在半田市北部市區中設有半田校區，此校區由健康科學部使用。

## 姊妹、友好城市

### 海外
- 密德蘭（美國密西根州密德蘭郡）
美商陶氏化學過去曾在半田市內設立據點，半田因而開始與陶氏化學總部所在的密德蘭相互交流，兩地也因此於1981年締結為姊妹城市。[25]
- 麥覺理港（澳大利亞新南威爾斯州麥覺理郡（日语：Macquarie County））
兩地於1990年締結為姊妹城市。[26]
- 徐州市（中國江蘇省）
兩地於1993年締結為友好城市。[27]

## 外部連結
- （日語） 半田市的Instagram帳戶
- （日語） 半田市觀光協會 （页面存档备份，存于）